# Jiří Bis
Jiří Bis (26. dubna 1941 Ivančice – 3. října 2018) byl český politik a odborník na energetiku, v letech 2008 až 2014 senátor za senátní obvod č. 9 – Plzeň-město, v letech 1994 až 2018 zastupitel města Plzně.

## Vzdělání, kariéra asoukromý život
V roce 1958 ukončil střední školu v Moravském Krumlově maturitou, následně nastoupil na ČVUT, kde studoval dva roky, poté přestoupil na Moskevský energetický institut, kde v roce 1964 získal titul inženýra pro projektování a provoz jaderných elektráren.
Po studiu nastoupil do podniku Škoda Plzeň, kde působil na různých pozicích do roku 1991, potom vystřídal několik převážně manažerských pozic v různých soukromých společnostech. V letech 2005–2006 působil jako náměstek na Ministerstvu průmyslu a obchodu za Milana Urbana.
S manželkou Jitkou měl syna Lubomíra a dceru Jitku.

## Politická kariéra
Mezi lety 1963–70 byl členem KSČ (za normalizace vyloučen). Od roku 1994 až do smrti působil v Zastupitelstvu města Plzeň. V roce 1995 vstoupil do ČSSD.
V roce 2008 se rozhodl kandidovat do Senátu. V prvním kole obdržel 26,58 % hlasů a skončil na druhém místě, když ho porazil kandidát ODS a lékař Zdeněk Rokyta se ziskem 27,28 % hlasů. Třetí skončil dosavadní senátor a nezávislý kandidát za SOS Richard Sequens. Ve druhém kole se situace obrátila a Jiří Bis vyhrál s 52,97 % všech platných hlasů.
V senátu působil ve Výboru pro hospodářství, zemědělství a dopravu a byl předsedou Podvýboru pro energetiku Výboru pro hospodářství, zemědělství a dopravu.
V komunálních volbách v roce 2014 obhájil za ČSSD post zastupitele města Plzně.
V komunálních volbách v roce 2018 chtěl obhajovat za ČSSD post zastupitele města Plzně, zemřel dva dny před začátkem voleb.